# Liệu pháp hormone thay thế
Liệu pháp hormone thay thế (HRT), còn được biết đến là liệu pháp hormon mãn kinh (MHT) hoặc liệu pháp hormon sau mãn kinh (PHT, PMHT), là một liệu pháp hormon được sử dụng để điều trị các triệu chứng xảy ra trong thời kỳ mãn kinh ở phụ nữ. Những triệu chứng này bao gồm trào huyết, teo và khô âm đạo, và mất xương, những triệu chứng khác, và gây ra do giảm nồng độ nội tiết tố sinh dục trong thời kỳ mãn kinh.  Các loại thuốc nội tiết tố chính được sử dụng trong HRT điều trị các triệu chứng mãn kinh là estrogen và progestogen. Progestogen thường được sử dụng phối hợp với estrogen ở phụ nữ có tử cung còn nguyên bởi vì liệu pháp estrogen đơn độc (không có progesterone) có mối liên kết đến tăng sản nội mạc tử cung, ung thư và progestogens giúp ngăn ngừa những nguy cơ này.  Androgens, như testosterone, đôi khi cũng được sử dụng trong HRT. Các loại thuốc HRT hiện có sẵn bằng nhiều con đường khác nhau và cũng như được sử dụng bởi nhiều tuyến quản lý khác nhau.
Tổ chức Hành động vì sức khỏe phụ nữ (The Women's Health Initiative), của Viện Sức khỏe quốc gia Mỹ (National Institute of Health) năm 2002 đã cho ra kết quả khác nhau về tất cả những nguyên nhân gây tử vong liên kết với HRT, cho thấy thấp hơn khi HRT bắt đầu sớm hơn, từ 50 đến 59 tuổi, cao hơn sau tuổi 60. Ở những bệnh nhân lớn tuổi, tỷ lệ mắc ung thư vú, đau tim và đột quỵ gia tăng, mặc dù tỷ lệ mắc bệnh ung thư đại trực tràng và gãy xương giảm. Trong một nghiên cứu quốc gia lớn hơn của WHI tại Anh, Million Women Study (MWS), kết quả cho thấy, số lượng phụ nữ dùng HRT giảm mạnh. WHI khuyến cáo rằng phụ nữ điều trị mãn kinh không xâm lấn nên dùng liều HRT thấp nhất trong thời gian ngắn nhất để giảm thiểu những nguy cơ liên quan.
Các chỉ định hiện tại từ Cục Quản lý Thực phẩm và Dược phẩm Hoa Kỳ (FDA) bao gồm điều trị ngắn hạn các triệu chứng mãn kinh, chẳng hạn như phình động mạch hoặc teo âm đạo, và phòng ngừa loãng xương. Trong năm 2012 và 2017, Lực lượng Đặc Nhiệm Dịch vụ Phòng Ngừa Hoa Kỳ (USPSTF) kết luận rằng tác dụng có hại của liệu pháp kết hợp estrogen với progestin có thể vượt quá lợi ích phòng chống bệnh mạn tính ở hầu hết phụ nữ. Một ý kiến chuyên gia đồng thuận được công bố bởi Hiệp hội Nội tiết nhận định rằng khi được dùng trong thời kỳ mãn kinh, hoặc những năm đầu mãn kinh, HRT có ít nguy cơ hơn so với trước đây, và giảm tất cả nguyên nhân gây tử vong ở hầu hết các trường hợp bệnh nhân. Trong năm 2009, Hiệp hội các Bác sĩ Nội tiết lâm sàng của Mỹ (AACE) cũng tuyên bố về việc tán thành cần sử dụng HRT trong những tình huống lâm sàng thích hợp.